# Годлевський Олександр Анатолійович
Олександр Анатолійович Годлевський — старший матрос підрозділу Військово-Морських Сил Збройних Сил України, учасник російсько-української війни, який загинув у ході російського вторгнення в Україну в 2022 році.

## Життєпис
Народився 6 квітня 1998 року в с. Махаринці Козятинського району (нині — Козятинської територіальної громади) Вінницької області.
Працював слюсарем з ремонту рухомого складу виробничого підрозділу локомотивного депо «Козятин» регіональної філії «Південно-Західна залізниця». У квітні 2018 року був призваний на військову службу до складу Збройних Сил України, а з початком російського вторгнення в Україну боронив нашу державність на першій лінії фронту. Старший матрос, розвідник підрозділу 36-тої окремої бригади морської піхоти імені Контрадмірала Михайла Білинського.
Загинув 7 квітня 2022 року, наступного дня після свого 24-го дня народження, у боях за Маріуполь, до останнього захищаючи Україну від російських загарбників.

## Нагороди
- орден За мужність III ступеня (2022, посмертно) — за особисту мужність і самовіддані дії, виявлені у захисті державного суверенітету та територіальної цілісності України, вірність військовій присязі [5].